# Steve Benjamin
Stephen DeLancey „Steve“ Benjamin (* 29. September 1955 in Glen Cove, New York) ist ein ehemaliger US-amerikanischer Segler.

## Erfolge
Steve Benjamin nahm an den Olympischen Spielen 1984 in Los Angeles in der 470er Jolle teil. Gemeinsam mit Chris Steinfeld belegte er den zweiten Platz hinter Luis Doreste und Roberto Molina sowie vor Thierry Peponnet und Luc Pillot. Mit einer Gesamtpunktzahl von 43 Punkten erhielten sie die Silbermedaille. Bereits vor den Spielen hatten sie gemeinsam jeweils die Silbermedaille bei den Weltmeisterschaften 1981 in Quiberon und bei den Panamerikanischen Spielen 1983 in Caracas gewonnen.
Benjamin machte 1978 seinen Abschluss an der Yale University.